# Sudd
O Sudd (árabe: السد, as-Sudd; nuer: Baki̱ec; dinka: Toc) é um vasto pântano no Sudão do Sul, formado pelo trecho do Nilo Branco conhecido como Baḥr al-Jabal. A palavra árabe sudd deriva de sadd (سد), que significa "barreira" ou "obstrução". O termo "the sudd" passou a designar qualquer grande ilha de vegetação sólida ou tapete flutuante. A área ocupada pelo pântano é uma das maiores zonas úmidas do mundo e o maior pântano de água doce na bacia do Nilo.
Durante muitos séculos, o pântano, especialmente seu denso matagal, foi uma barreira impenetrável à navegação no Nilo. Os antigos egípcios não conseguiram atravessar o Sudd e alcançar as regiões ao sul dele. Em 61 d.C., um grupo de soldados romanos enviados pelo imperador Nero navegou rio acima pelo Nilo Branco, mas não conseguiu ultrapassar o Sudd, que marcou o limite da penetração romana na África equatorial. Pelas mesmas razões, em épocas posteriores a busca pela nascente do Nilo foi especialmente difícil, envolvendo expedições terrestres a partir da costa central da África para evitar a travessia pelo Sudd.
Em 2019, um estudo sugeriu que o aumento do fluxo de água no Sudd pode ter contribuído em parte para até um terço da elevação dos níveis de metano atmosférico em toda a África Ocidental na década anterior.

## Localização
O Sudd estende-se de Mongalla até pouco antes da confluência com o Rio Sobat em Malakal, bem como para oeste ao longo do Bahr el Ghazal. O delta interior raso situa-se entre 5,5° e 9,5° de latitude norte e cobre uma área de 500 quilômetros (310 mi) de sul a norte e 200 quilômetros (120 mi) de leste a oeste, entre Mongalla, no sul, e Malakal, no norte.
Seu tamanho é altamente variável, com uma média superior a 30 000 quilômetro quadrados (12 000 sq mi). Durante a estação chuvosa, pode estender-se por mais de 130 000 quilômetro quadrados (50 000 sq mi), abrangendo 21% do país, dependendo do volume de água que chega, tendo a descarga do Lago Vitória como principal fator de controle dos níveis de inundação e da área alagada. Como a área do Sudd consiste em diversos canais meândricos, lagoas, campos de junco e papirus e perde metade da água que entra por evapotranspiração nas planícies alagadas permanentes e sazonais, sua hidrologia complexa gera vários efeitos primários e secundários. Uma característica importante é o inacabado Canal de Jonglei, planejado para desviar as águas do Sudd e evitar perdas por evaporação, aumentando o volume descarregado no ponto de saída do pântano.
De 1961 a 1963, houve grande aumento na área inundada quando o nível do Lago Vitória subiu, elevando a vazão. A área total do Sudd está relacionada à água que chega a Bor pelo Nilo Alberto e por torrentes ou cursos sazonais que podem adicionar volumes consideráveis ao fluxo no ponto de entrada do Sudd. Durante o aumento da descarga do Lago Vitória na década de 1960, quando as vazões em Mongalla dobraram, as vazões em Malakal, no extremo norte do pântano, cresceram 1,5 vezes em relação à média anterior. Como consequência dessas vazões elevadas, as áreas de pântano permanente e de planícies alagadas sazonais aumentaram, em conjunto, 2,5 vezes em relação ao tamanho anterior. O pântano expandiu-se mais, enquanto a planície alagada sazonal ficou 1,5 vez maior.

Ocupação humana em campo alagado do Sudd

Desde o afluxo sul do Baḥr al-Jabal ("Mar da Montanha") em Mongalla, o leito definido do rio alarga-se progressivamente em uma planície alagável, onde as águas fluem em trechos meândricos, diversos canais e lagoas durante a estação seca. Com a elevação dos níveis, estende-se sobre as savanas semifloodadas na estação das cheias.
Pouco depois de Bor, o Bahr el Zeraf ("Mar das Girafas") desprende-se do Baḥr al-Jabal na direção leste, desviando parte do fluxo, e volta a se juntar ao Baḥr al-Jabal antes de alcançar Malakal. No seu percurso, o Baḥr al-Jabal passa pelo Lago No, onde o Bahr el Ghazal ("Mar das Gazelas") se conecta ao Baḥr al-Jabal, contribuindo com vazões de variação sazonal. Em Malakal, o Rio Sobat integra-se ao sistema. As vazões combinadas fluem ao norte como o Nilo Branco em leito definido, encontrando-se com as águas do Nilo Azul em Cartum para formar o rio principal.
O Sudd foi designado como Sítio Ramsar de Importância Internacional em 2006, com uma área de 57 000 quilômetro quadrados (22 000 sq mi).

## Clima
Hidrologicamente, o Sudd desempenha papel importante no armazenamento de cheias e na retenção de sedimentos do Baḥr al-Jabal. Cerca de 55% da água que entra na área é perdida por evaporação. Os níveis de água podem variar até 1,5 metros, dependendo da intensidade das cheias sazonais. A região recebe menos precipitação (geralmente entre 55 e 65 cm anuais) que áreas vizinhas na mesma latitude. O levantamento orográfico nas margens leste e oeste do Sudd contribui para essa condição.

## Geomorfologia
A morfologia da área é definida pelo sistema de canais e lagoas dos pântanos permanentes do Sudd, pelas planícies alagadas adjacentes e pelo terreno plano circundante. O Baḥr al-Jabal corre para noroeste, formando um ângulo em relação ao gradiente da planície, que declina para o norte, enquanto ao norte de Juba o rio flui em um vale encaixado. As margens desse vale diminuem de altura de sul para norte, com o Baḥr al-Jabal aproximando-se de Bor e terminando na planície alagada do Sudd pouco ao norte de Bor na margem leste e em direção a Shambe na margem oeste. Na parte sul, o rio meandreia em um ou mais canais dentro do vale restrito, mas mais ao norte o pântano não é limitado por terreno mais elevado e o sistema fluvial torna-se cada vez mais complexo. As características do rio, com sua rede de canais e lagoas, são distinguíveis em imagens de satélite e modelos digitais de elevação.
A geologia da área é definida por solos argilosos pesados, altamente impermeáveis, com uma camada superficial de vertissolo “terra preta” de aproximadamente 500 mm em média. Solos arenosos ocorrem apenas a profundidades de cerca de 30 m ou mais, conforme perfis de sondagem indicam. Isso indica uma influência muito limitada do lençol freático na hidrologia da região.

## População
Pastores Nuer e Dinka utilizam extensivamente o Sudd e áreas adjacentes. Pecuária e agricultura de sequeiro são os principais meios de subsistência da população predominantemente rural, para a qual as savanas alagadas sazonais do pântano oferecem pastagens valiosas.

## Vegetação e ecossistema
A cobertura vegetal da área pode ser classificada em cinco categorias, dependendo da elevação relativa ao nível de inundação do rio: lagos e rios, vegetação flutuante do pântano, campos de gramíneas alagados pelo rio (Toic), campos de gramíneas alagados pela chuva e campinas arborizadas na periferia. Áreas de capim e matas têm sido cultivadas por populações locais.
A densidade das campinas ao longo do Sudd varia com a estação, com vegetação alta na estação chuvosa e gramíneas curtas na seca, quando também ocorrem queimadas frequentes. A área fluvial é predominantemente coberta por vegetação, com canais principais e secundários, bem como lagoas de água aberta. A distribuição vegetal é descrita em mais detalhes em Sutcliffe (1974) e Petersen (2007). As principais espécies são:
- Phragmites communis (raízes enterradas, em inundações rasas)
- Echinochloa pyramidalis (raízes enterradas, em inundações rasas)
- Oryza barthii (raízes enterradas, em inundações rasas)
- Echinochloa stagnina (raízes superficiais/flutuantes, em inundações profundas)
- Vossia cuspidata (raízes superficiais/flutuantes, em inundações profundas)
- Cyperus papyrus (raízes superficiais/flutuantes, em inundações profundas)
- Typha domingensis

As três primeiras espécies são fixas e sua distribuição limita-se à profundidade de inundação. Para as demais, o sistema radicular necessita estar permanentemente na água ou em solo saturado, o que indica os padrões de inundação. Por exemplo, P. communis, E. pyramidalis e O. barthii dominam apenas em áreas onde a profundidade de inundação não excede 130 cm durante dez anos ou 118 cm por um mês no ano.
A vegetação flutuante de C. papyrus causou obstruções no Sudd em várias ocasiões entre 1879 e 1900, quando as plantas foram arrancadas por inundações intensas. C. papyrus requer solo saturado e tolera inundações de até 150 cm de profundidade.
Quando a vegetação amarrada se solta de seus pontos de fixação, forma ilhas de até 30 km de extensão. Essas ilhas, em diferentes estágios de decomposição, acabam se fragmentando.
Historicamente, a totalmente flutuante Pistia stratiotes (alface-d’água) foi importante no Sudd, mas foi em grande parte substituída pela invasiva Eichhornia crassipes (aguapé). As águas lentas hospedam grande população de mosquitos e parasitas que causam doenças transmitidas pela água.

### Fauna
Com diversos habitats aquáticos como pântanos, lagos, canais e planícies alagadas, o Sudd é rico em peixes. Cerca de 70 espécies foram registradas, principalmente de peixes comuns ao sistema do Nilo, tais como peixes pulmonados marmorizados, Polypterus senegalus, arowana africana, Mormyrus caschive, carpa do Nilo, tilápia do Nilo, tilápia-manga, tilápia-de-barriga-vermelha, Lates niloticus, Distichodus rostratus, Hydrocynus forskahlii, tetras africanos, Clarias gariepinus, Synodontis frontosus, S. schall e outros.
São encontradas mais de 400 espécies de aves, incluindo marabu, pelicano-branco-grande e garça-coroada-negra. O Sudd serve de alimento e fonte de água para grandes populações de aves migratórias. Como o entorno é uma extensa faixa seca do Sahel, o pântano também é refúgio para mamíferos migratórios, especialmente antílopes, como o antílope-do-pantanal (bohor reedbuck), sitatunga (o antílope mais aquático do pântano), o nilgau (Nile lechwe), ameaçado de extinção, e kob-de-orelhas-brancas. Tiang e gazela-de-Mongalla participam, com o kob, de uma das maiores migrações de mamíferos do planeta, totalizando cerca de 1,2 milhão de indivíduos. As águas rasas abrigam crocodilos-do-nilo e hipopótamos. Em áreas mais elevadas, o Sudd era habitat histórico do cão-selvagem-africano (Lycaon pictus), que pode ter sido exterminado na região.

## Ameaças e preservação
A prolongada guerra civil no Sudão do Sul prejudicou seriamente as ações de conservação no Sudd, com a ampla disponibilidade de armas facilitando a caça furtiva de vida selvagem, incluindo elefantes. Existem três reservas de caça: Ilha Zeraf, Reserva de Shambe e Reserva de Caça de Mongalla.

## Canal de desvio de Jonglei
Os primeiros exploradores em busca da nascente do Nilo enfrentaram grandes dificuldades, por vezes levando meses para atravessar o Sudd. Em seu livro de 1972 The White Nile, Alan Moorehead afirma que "não há pântano mais formidável no mundo". O pântano é sustentado pelas águas dos afluentes sudoeste (sistema Bahr el Ghazal) e consome parte do rio principal por evaporação e transpiração.
Sir William Garstin, Subsecretário de Obras Públicas do Egito, elaborou a primeira proposta detalhada para escavar um canal a leste do Sudd em 1907. Ao desviar o curso ao redor dos pântanos, a evaporação das águas do Nilo diminuiria drasticamente, permitindo ampliar em 2000000 km2 a área cultivável no Egito. Na década de 1930, o governo egípcio propôs escavar um canal a leste do Sudd para desviar as águas do Baḥr al-Jabal acima do pântano até um ponto mais a jusante no Nilo Branco, levando as águas diretamente ao canal principal.
O esquema do Canal de Jonglei foi estudado pelo Egito em 1946, com planos desenvolvidos entre 1954 e 1959. As obras começaram em 1978, mas a instabilidade política no Sudão as interrompeu por muitos anos. Em 1984, quando o Exército de Libertação do Povo do Sudão (SPLA) suspendeu os trabalhos, haviam sido escavados 240 km de um total de 360 km. Os restos enferrujados da gigantesca máquina de escavação alemã — apelidada de "Sarah" ou "Lucy" — ainda podem ser vistos em imagens de satélite no extremo sul do canal, onde foi desativada por um míssil. Com o restabelecimento da paz em 2000, especulou-se sobre a retomada do projeto. Em 21 de fevereiro de 2008, o governo sudanês declarou que a retomada não era prioridade. Ainda assim, em 2008, Sudão e Egito concordaram em retomar o projeto e concluir o canal em 24 anos. O Sudão do Sul obteve independência em 2011.
Estimativas indicam que o Canal de Jonglei produziria 3,5–4,8×109 m³ de água por ano (vazão média anual de 110–152 m³/s), representando aumento de aproximadamente 5–7 % do abastecimento hídrico atual do Egito. Os benefícios seriam compartilhados por Egito e Sudão, enquanto os impactos recairiam sobre o Sudão do Sul. As complexas questões ambientais e sociais envolvidas, incluindo colapso de pescarias, secagem de pastagens, queda do lençol freático e redução de precipitação na região, limitam a viabilidade do projeto. A drenagem do Sudd tenderia a causar impactos ambientais comparáveis à seca do Chade ou à canalização do Mar de Aral.